# پیر دو کاستلنو
پیر دو کاستلنو (انگلیسی: Pierre de Castelnau) کشیش فرانسوی بود که در مونت‌پلیه به دنیا آمد.

## قتل وی و حوادث پیرامون آن

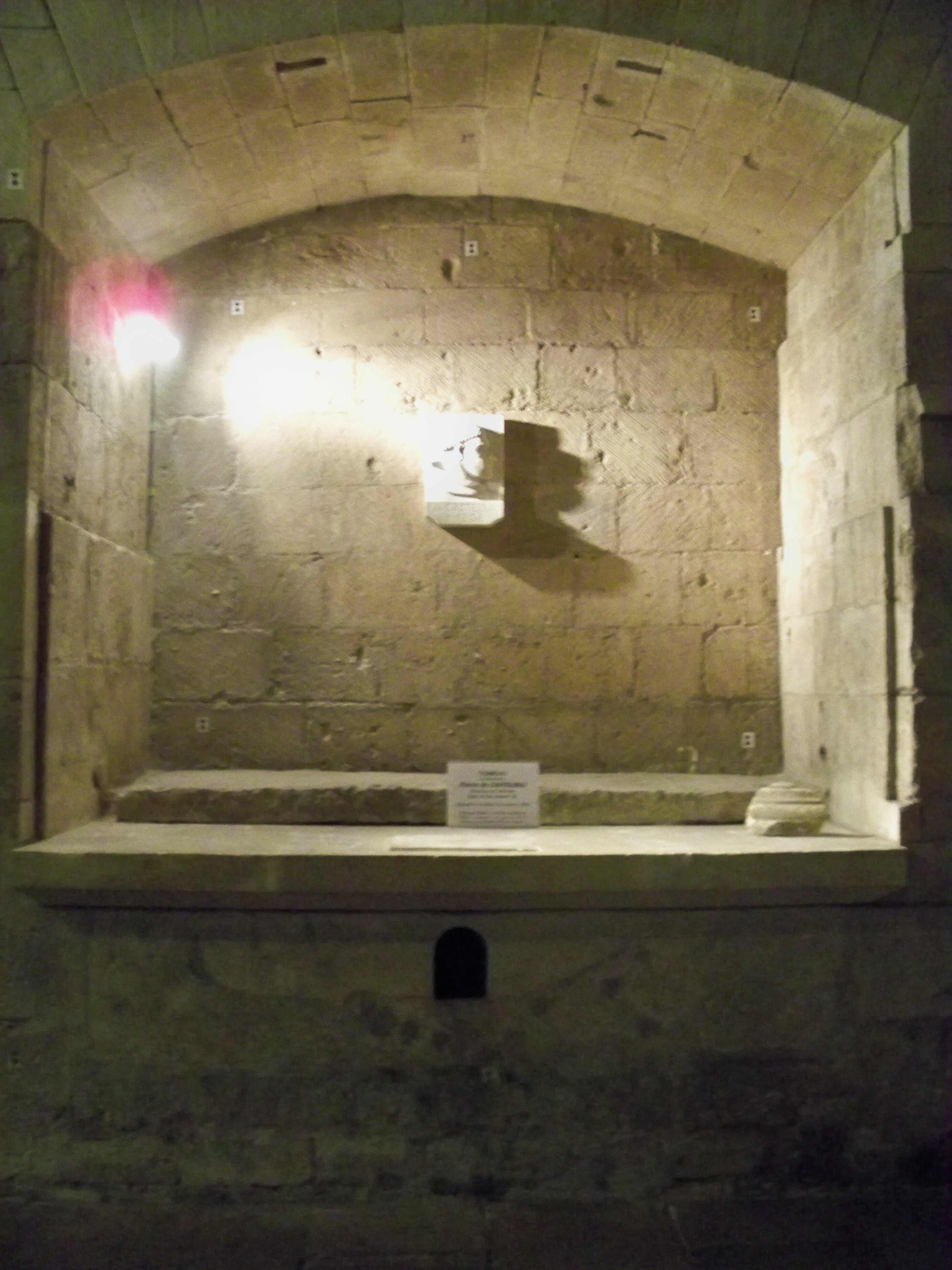
مقبره پیر دو کاستلنو

با رشد کاتاریسم در جنوب فرانسه به‌خصوص در کنت‌نشین تولوز، در سال ۱۱۹۸، پاپ اینوسنت سوم گرفت که با کاتارها مقابله کند و به همین جهت نمایندگان را برای ارزیابی شرایط به استان لانگداک فرستاد. کاتارها لانگداک در این زمان احترام مناسبی برای پادشاه فرانسه یا کلیسای محلی کاتولیک قائل نبودند، و رهبران آنها نیز از حمایت اشراف قدرتمند برخوردار بودند، که تمایل آشکاری به استقلال از پادشاه داشتند. به همین جهت، بسیاری از اشراف قدرتمند علی‌رغم سبک زندگی دشوارشان پذیرفتند. با این شرایط، اینوسنت ناامید از شرایط اجتماعی و سیاسی لانگداک، به فیلیپ دوم، پادشاه فرانسه، روی آورد و از وی خواست که ریمون ششم را مجبور به مقابله با بدعت‌گذاران بکند یا او را از مقامش به‌صورت نظامی خلع کند. در سال ۱۲۰۴، پاپ به کسانی که مایل به شرکت در جنگ صلیبی علیه کاتارها بودند، همان پیشنهاد صلیبیون حاضر در شرق را داد. با این حال، فیلیپ که با جان، پادشاه انگلستان درگیر بود، تمایلی به دگیری در لانگداک نداشت. از این رو این طرح متوقف شد.
یکی از اشراف قدرتمند، ریمون ششم، کنت تولوز، بود که اگرچه عقاید کاتارها را نپذیرفت اما با کاتاریسم و جنبش استقلال‌طلبانه آنها همدل بود. وی از کمک به هیئت اعزامی از جانب پاپ امتناع کرد تا در مه سال ۱۲۰۷ تکفیر و امتیازات دینی در قلمروی خود محروم شد. اینوسنت در این زمان سعی کرد با روش‌های دیپلماتیک با شرایط برخورد کند بنابراین گروهی از واعظان را که برخی از آنها راهبان سیسترسی بودند، فرستاد تا کاتارها به کیش کاتولیک بازگردانند. این گروه تحت رهبری نمایندهٔ ارشد و تام‌الاختیار پاپ، پیر دو کاستلنو بودند. واعظان توانستند گروهی از مردم به مذهب کاتولیک بازگردانند اما گروه‌های بسیاری نپذیرفتند. پیر در لانگداک به‌شدت بدنام و منفور بود و حتی یکبار برای به قتل نرسیدن مجبور به فرار شد. در ۱۳ ژانویه ۱۲۰۸، ریمون به امید بخشایش و تبرئه شدن با پیر دو کاستلنو دیدار کرد. بحث میان آنها به خوبی پیش نرفت و ریمون دو کاستلنو را پس از تهدید جانی از کاخ خود بیرون کرد. صبح روز بعد، پیر دو کاستلنو توسط یکی از شوالیه‌های ریمون کشته شد. اینوسنت سوم مدعی شد که ریمون دستور قتل نماینده‌اش را داده‌است.
پس از این حادثه، پاپ اینوسنت تکفیر ریمون را اعلام کرد. با این حال، ریمون نمایندگان خود را به رم فرستاد تا با کلیسا صلح کند. پس از دادن هدایا توسط نمایندگان ریمون، صلح میان تولوز و رم برقرار و تکفیر ریمون لغو شد. در شورای آوینیون در سال ۱۲۰۹، ریمون به‌دلیل عمل‌نکردن به تعهداتش مجدداً تکفیر کرد. پس از این، اینوسنت با بیان این مسئله که «اروپای عاری از بدعت، بهتر می‌تواند از مرزهایش در مقابل هجوم مسلمانان دفاع کند»، جنگ صلیبی جدید علیه کاتارها اعلان کرد. دورهٔ زمانی جنگ صلیبی کاتاری مصادف با جنگ صلیبی پنجم و ششم که در اراضی مقدس بود.